# 이스마일라 사르
이스마일라 사르(프랑스어: Ismaïla Sarr, 1998년 2월 25일 ~ )는 세네갈의 축구 선수이다. 포지션은 윙어이며, 현재 프리미어리그의 크리스털 팰리스에서 뛰고 있다.